# Euphorbia glanduligera
Euphorbia glanduligera är en törelväxtart som beskrevs av Ferdinand Albin Pax. Euphorbia glanduligera ingår i släktet törlar, och familjen törelväxter.
Artens utbredningsområde är Namibia. Inga underarter finns listade i Catalogue of Life.